# Frederick Christian
Frederick William Christian (Putney, 14 juni 1867 - Wellington, 7 juni 1934) was een Brits cricketspeler. 
Christian won in 1900 met het Britse ploeg de gouden medaille op de Olympische Spelen in Parijs.

## Erelijst
- 1900 –  Olympische Spelen in Parijs team